# فيليكس آيات
فيليكس آيات (1882 – 4 أبريل 1972) هو مبارز بالسيف فرنسي راحل، مثّل بلاده في الألعاب الأولمبية الصيفية 1900.

## روابط خارجية
فيليكس آيات على موقع أوليمبيديا (الإنجليزية)